# Лишайница жёлтая молевидная
Лишайница жёлтая молевидная (лат. Setina irrorella) — вид медведиц из подсемейства Lithosiinae.

## Распространение
Встречается в Европе, Сибири до юга Магаданской области, на Камчатке, в Корякии, на севере Казахстана, на северо-западной окраине Китая, в северной части Монголии.

## Описание
Размах крыльев 27—33 мм. Бабочки активны ранним утром и с полудня и далее. Их можно встретить сидящим на листьях и в траве.

## Экология и местообитания
Гусеница питается лишайниками, которые растут на булыжниках или скалах.